# Scapanulus oweni
Scapanulus oweni là một loài động vật có vú trong họ Talpidae, bộ Soricomorpha. Loài này được Thomas mô tả năm 1912.